# 日本国際切手展2011
日本国際切手展2011（にほんこくさいきっててん2011、英語表記：Japan World Stamp Exhibition 2011）は、日本で2011年7月28日から8月2日にかけて開催された国際切手展である。日本で過去4回開催された国際切手展はいずれも東京都で開催されたが、2011年は初めて神奈川県横浜市で開催された。

## 概要
切手展は規模の大小にかかわらず日本国内で毎年全国各地で開催されているが、国際切手展は国際郵趣連盟(Fédération Internationale de Philatélie, 略称：FIP）の加盟国（68カ国及び地域）の切手を海外に普及することを目的とし、毎年2～3カ国で開催されている国際的なイベントである。
日本では1971年から10年おきに開催されており、前回2001年は東京・有明の東京ビッグサイトで、それ以前は東京・晴海の東京国際見本市会場で開催されていた。2011年は東京以外では初の開催となり、横浜・みなとみらいのパシフィコ横浜展示ホールで6日間開催された。開催テーマは『小さな切手が世界をつなぐ』である。
イベントの内容は国際的切手コレクションコンクールであり、12クラス（FIPチャンピオンシップクラス、伝統郵趣、郵便史コレクション、ステーショナリー、航空郵趣、宇宙郵趣、マキシマフィリー、印紙、テーマティク、ユース、文献、ワンフレーム）の2500フレーム（作品）が展示された。また、FIP加盟各国郵政当局や各国の切手商の販売ブースも設けられた。